# 黎文嚴
黎文嚴（1912年—1988年1月27日），原越南共和國軍隊步兵將領，軍銜中將。他出身法國殖民地軍隊在印度支那開辦的軍官學校，曾在法國軍隊中參與第二次世界大戰的歐洲戰場。後來，他轉入越南國軍和後來的越南共和國軍服役，曾擔任軍區和軍級指揮官。他是越南第一共和國時期爲數不多晉升爲將級的軍官之一（1955年少將）。他也是越南共和國唯一一位擔任過越南共和國軍三大精銳部隊司令的將軍，即第一步兵師、特種部隊和空降兵種。

## 生平
黎文嚴1912年出生於越南中部承天府香茶縣富春村的一個儒學家庭中。他小時在順化讀小學和中學。1930年，他畢業於第一級中學的法國課程，獲得成終文憑。在入伍之前，被聘爲順化的編外公務員。

### 越南共和國軍
1955年初在順化，第21流動聯團升級爲第21野戰師。黎文嚴被提升爲上校，成為該師的第一任指揮官。不久之後，不久之後，他的部隊奉第二軍區司令部的命令，攻擊了被懷疑是屬於謀圖反對政府的大越國民黨的巴龍基地（căn cứ Ba Lòng）。年中，他被指派兼任第二軍區司令，接替阮光宏上校。同年11月6日，他晉升爲少將。
1956年1月，他把第1野戰師司令的職務移交給了阮慶上校。同年9月，在美國的支持下，越南共和國政府決定將當前以愛德華·蘭斯代爾戰略運作的，起到保安和民衛部隊功能的越南共和國軍，變成一支按照常規戰爭模式作戰的部隊，以便能在大規模戰場上戰鬥。他被委以使用該心模式訓練軍隊的重任，並被任命為守德武科聯校指揮長，接替范文感上校，將第二軍區司令的職位交給了蔡光黃少將。1960年5月初，他將武科聯校移交給阮文諄上校，自己則被任命爲第三軍和第三戰術區司令，接替阮玉禮中將。1962年2月7日，他調任越南中部，接替返回中央擔任陸軍司令的陳文敦中將，將第三軍移交給了尊室訂少將。

## 1975年
1975年四三〇事件後，黎文嚴留在了越南。由於有嚴重的心臟病，而且退伍已久，在軍隊中不再有影響，他是少數不需要去接受改造的前越南共和國軍將領之一。1988年1月27日，他在胡志明市去世，享年76歲。

## 家庭
- 父親：黎文威（Lê Văn Oai）
- 母親：陳氏沼（Trần Thị Cháu）
- 第一任妻子陳氏順（Trần Thị Thuận），生了兩個兒子後去世。黎文嚴與第二任妻子陳氏金英（Trần Thị Kim Anh），生了5個男孩和3個女孩。
- 子女：黎文莊[註 3]、黎文州[註 4]、黎文英勇、黎氏秋水、黎氏秋霞、黎文洪德、黎文英閣、黎氏秋雲、黎文英傑、黎文英明

### 腳註
1. ↑  1955年10月初，第21師野戰改爲第1野戰師。1958年12月更名爲第1步兵師。
2. ↑  阮光宏（Nguyễn Quang Hoành）上校，1916年9月出生於廣治，1948年9月25日入伍，畢業於聖雅克岬地方軍事學校。[6]
3. ↑  黎文莊（Lê Văn Trang）中校，1937年出生於承天，大叻軍事學校第14期畢業。最後被臨時調往內務部擔任平順省國家警察指揮部指揮長。
4. ↑  黎文州（Lê Văn Châu）少校，1938年出生於承天，畢業於西貢軍醫大學。最後軍銜爲少校，擔任一個跳傘旅的首席醫生。[12][13]

### 來源
1. ↑  Ngọc Thống Trần; Đắc Huân Hồ; Đình Thụy Lê. Ngọc Thống Trần , 编. . Hương Quê. 2011. ISBN 9780985218201 （越南语）.
2. ↑  . nguyentin.tripod.com.   [2022-05-07]. （原始内容存档于2021-01-15）.
3. ↑  Hà Thúc Ký. . 2009.
4. ↑  Nguyễn Văn Canh. . 2009年  [2022-05-07]. （原始内容存档于2021-03-01）.
5. ↑  Nguyễn Đức Cung. . 2011.
6. ↑  . nguyentin.tripod.com.   [2022-05-07]. （原始内容存档于2020-01-13） （越南语）.
7. ↑  RUFUS PHILLIPS. . afsa.org. 2015  [2022-05-07]. （原始内容存档于2022-04-21） （英语）.
8. ↑  Brigadier General James Lawton Collins, Jr. . Vietnam Studies.   [2022-05-07]. （原始内容存档于2022-05-07）.
9. ↑  . Military Review. 1972.
10. ↑  . nguyentin.tripod.com.   [2022-05-07]. （原始内容存档于2020-01-12）.
11. ↑  . nhayduwdc.org.   [2022-05-07]. （原始内容存档于2022-05-07）.
12. ↑  . nhaydu.com.   [2022-05-07]. （原始内容存档于2020-06-20）.
13. ↑  . nhaydu.com.   [2022-05-07]. （原始内容存档于2020-06-19） （越南语）.